# Ingen Ryūki
Ingen Ryūki (ch. trad. : 隱元隆琦 ; py : Yǐnyuán Lóngqí ; jap. : 隠元隆琦) (1592-1673) est un poète, calligraphe et moine de l'école Linji du bouddhisme Chán. Il est surtout connu pour avoir fondé l'école Ōbaku du bouddhisme zen au Japon. Le nom d'Ingen en chinois est Yinyuan Longqi.

## Biographie
Ingen naît le 7 décembre 1592 à Fuqing, province de Fujian, dans la Chine de la dynastie Ming. Son père disparaît quand l'enfant a 5 ans. À l'âge de 20 ans, alors qu'il est à sa recherche, Ingen arrive au mont Putuo au large de la province de Zhejiang où il sert le thé aux moines. À 28 ans, après la mort de sa mère, il est ordonné moine au temple familial - le temple Wanfu sur le mont Huangbo, Fujian. Les maîtres d'Ingen y sont Miyun Yuanwu et Feiyin Tongrong. En 1633, il reçoit la transmission du dharma de ce dernier, et en 1637 entame son premier mandat comme abbé. Son second mandat comme 33e abbé du temple commence en 1646 et à cette époque, il passe pour avoir aidé le mont Huangbo à se développer en un florissant centre du bouddhisme.
En 1654, après des demandes répétés d'Itsunen Shoyu, il se rend à Nagasaki au Japon avec quelque 30 moines et artisans, dont son disciple Muyan. Il y fonde l'école du bouddhisme Ōbaku et établit le temple principal Ōbaku Manpuku-ji à Uji en 1661.
Le 21 mai 1673 (ère Enpō 1, 5e jour du 4e mois), le maître bouddhiste Ingen meurt dans ce temple. Proche des membres de la famille impériale et des nobles de la cour, il reçoit les titres posthumes de Daiko Fusho Kokushi (, grand professeur) et Shinku Daishi (),.
On lui attribue la popularisation du thé vert en feuilles ainsi que l'introduction des théières chabin (茶瓶) qui sont à l'origine des théières japonaises kyusu (急須).

## Calligraphie
Ingen est un calligraphe habile qui introduit le style de calligraphie des Ming au Japon. Avec ses disciples Mokuan Shōtō et Sokuhi Nyoitsu, il est un des Ōbaku no Sanpitsu (« trois pinceaux d'Ōbaku »). On sait qu'il a apporté des peintures de Chen Xian avec lui au Japon.

## Ouvrages (sélection)
Les écrits publiés d'Ingen comprennent 35 ouvrages dans 46 publications en 4 langues et 226 fonds de bibliothèques.
- 1979 - Complete Works of Ingen (新纂校訂隱元全集, Shinsan kōtei Ingen zenshū?, OCLC 019817244)

## Sources
- Nussbaum, Louis Frédéric and Käthe Roth. (2005). Japan Encyclopedia. Cambridge: Harvard University Press.  (ISBN 0-674-01753-6 et 978-0-674-01753-5); OCLC 48943301
- Titsingh, Isaac. (1834). Annales des empereurs du Japon.  Paris: Royal Asiatic Society|Oriental Translation Fund of Great Britain and Ireland. OCLC 251800045; see also  Imprimerie Royale de France, OCLC 311322353